# Alanteenjärvi och Parvajärvi
Alanteenjärvi och Parvajärvi är en sjö i Finland. Den ligger i kommunen Suomussalmi i landskapet Kajanaland, i den centrala delen av landet, 600 km norr om huvudstaden Helsingfors. Alanteenjärvi och Parvajärvi ligger 186,4 meter över havet. Den är 12,81 meter djup. Arean är 5,28 kvadratkilometer och strandlinjen är 40,56 kilometer lång. Sjön  ingår i Uleälvens huvudavrinningsområde.   I omgivningarna runt Alanteenjärvi och Parvajärvi växer i huvudsak barrskog. Den sträcker sig 4,0 kilometer i nord-sydlig riktning, och 4,8 kilometer i öst-västlig riktning.
I övrigt finns följande i Alanteenjärvi och Parvajärvi:
- Helaniemi (en ö)
- Korpiniemi (en ö)
- Alanteenniemi (en ö)

I övrigt finns följande vid Alanteenjärvi och Parvajärvi:
- Hietajärvi (en sjö)